# Salmo 67
El salmo 67  es, según la numeración hebrea, el sexagésimo séptimo salmo del Libro de los salmos de la Biblia. Corresponde al salmo 66 según la numeración de la Biblia Septuaginta griega, empleada también en la Vulgata latina. Por este motivo, recogiendo la doble numeración, a este salmo también se le refiere como el salmo 67 (66).
Comienza en inglés en la versión de la Biblia del Rey Jacobo: "Dios tenga misericordia de nosotros, y nos bendiga, y haga resplandecer su rostro sobre nosotros". En latín, se lo conoce como " Deus misereatur ". Su tema es una oración por la misericordia, la bendición y la luz de Dios.
El salmo es una parte regular de las liturgias judía , católica , luterana , anglicana y otras liturgias protestantes. Ha sido parafraseado en himnos y musicalizado.

## Estructura
Frank-Lothar Hossfeld y Erich Zenger proponen la siguiente estructuración concéntrica del salmo: 
- Versículo 2f: Solicitud de bendiciones y conocimiento universal de Dios
  - Versículo 4: Estribillo: Llamado a la alabanza universal
    - Versículo 5: Justificación: Dios juzga la tierra

  - Versículo 6: Estribillo: Llamado a la alabanza universal
- Versículo 7f: Cosecha, petición de bendiciones y temor universal de Dios.[3]

## Tema del Salmo
El punto del salmo es el versículo 5 sobre el juicio y el gobierno de las naciones, enmarcado por un coro. El principio expresa la misericordia de Dios hacia su pueblo y el final manifiesta la bendición de Dios a través de los frutos de la tierra.
Este salmo afirma la bendición de Dios: es solicitado por el salmista al comienzo del salmo, y se hace efectivo al final. De esta manera, Dios manifiesta su gloria, que primero toca a Israel y luego se extiende a todas las naciones.
La acción de gracias del salmista se expresa de dos maneras: en la historia por el juicio justo y en la naturaleza por la fecundidad de la tierra. Esta acción de gracias está siempre en plural, lo que indica su alcance universal. El salmista se dirige a toda la tierra.

## Texto
La siguiente tabla muestra el texto en hebreo del salmo con vocales, junto con el texto en griego koiné en la Septuaginta y la traducción al español de la Biblia del Rey Jacobo. Tenga en cuenta que el significado puede diferir ligeramente entre estas versiones, ya que la Septuaginta y el texto masorético provienen de tradiciones textuales diferentes.  En la Septuaginta, este salmo está numerado como Salmo 66.
| #      | Hebreo                                                        | Español | Griego |
| ------ | ------------------------------------------------------------- | --- | --- |
| [ 10 ] | לַמְנַצֵּ֥חַ בִּנְגִינֹ֗ת מִזְמ֥וֹר שִֽׁיר׃                                       | (Al músico principal sobre Neginoth, salmo o cántico).                                                                                              | Εἰς τὸ τέλος, ἐν ὕμνοις· ψαλμὸς ᾠδῆς τῷ Δαυΐδ. -                                                             |
| 1      | אֱֽלֹהִ֗ים יְחׇנֵּ֥נוּ וִיבָרְכֵ֑נוּ יָ֤אֵֽר פָּנָ֖יו אִתָּ֣נוּ סֶֽלָה׃                        | Dios tenga misericordia de nosotros y nos bendiga; y haga resplandecer su rostro sobre nosotros; Selah.                                             | Ο ΘΕΟΣ οἰκτειρήσαι ἡμᾶς καὶ εὐλογήσαι ἡμᾶς, ἐπιφάναι τὸ πρόσωπον αὑτοῦ ἐφ᾿ ἡμᾶς. (διάψαλμα).                 |
| 2      | לָדַ֣עַת בָּאָ֣רֶץ דַּרְכֶּ֑ךָ בְּכׇל־גּ֝וֹיִ֗ם יְשׁוּעָתֶֽךָ׃                               | Para que en la tierra sea conocido tu camino, y entre todas las naciones tu salvación.                                                              | τοῦ γνῶναι ἐν τῇ γῇ τὴν ὁδόν σου, ἐν πᾶσιν ἔθνεσι τὸ σωτήριόν σου.                                           |
| 3      | יוֹד֖וּךָ עַמִּ֥ים ׀ אֱלֹהִ֑ים י֝וֹד֗וּךָ עַמִּ֥ים כֻּלָּֽם׃                            | Que te alaben los pueblos, oh Dios; que te alaben todos los pueblos.                                                                                | ἐξομολογησάσθωσάν σοι λαοί, ὁ Θεός, ἐξομολογησάσθωσάν σοι λαοὶ πάντες.                                       |
| 4      | יִ֥שְׂמְח֥וּ וִירַנְּנ֗וּ לְאֻ֫מִּ֥ים כִּֽי־תִשְׁפֹּ֣ט עַמִּ֣ים מִישֹׁ֑ר וּלְאֻמִּ֓ים ׀ בָּאָ ֖רֶץ תַּנְחֵ֣ם סֶֽלָה׃ | O que se alegren las naciones y canten con alegría, porque tú juzgarás a los pueblos con justicia y gobernarás las naciones sobre la tierra. Selah. | εὐφρανθήτωσαν καὶ ἀγαλλιάσθωσαν ἔθνη, ὅτι κρινεῖς λαοὺς ἐν εὐθύτητι καὶ ἔθνη ἐν τῇ γῇ ὁδηγήσεις. (διάψαλμα). |
| 5      | יוֹד֖וּךָ עַמִּ֥ים ׀ אֱלֹהִ֑ים י֝וֹד֗וּךָ עַמִּ֥ים כֻּלָּֽם׃                            | Alá, alabado seas, oh Dios; alabado seas por todos los pueblos.                                                                                     | ἐξομολογησάσθωσάν σοι λαοί, ὁ Θεός, ἐξομολογησάσθωσάν σοι λαοὶ πάντες.                                       |
| 6      | אֶ֭רֶץ נָתְנָ֣ה יְבוּלָ֑הּ יְ֝בָרְכֵ֗נוּ אֱלֹהִ֥ים אֱלֹהֵֽינוּ׃                           | Entonces la tierra dará su fruto, y Dios, nuestro Dios, nos bendecirá.                                                                              | γῆ ἔδωκε τὸν καρπὸν αὐτῆς· εὐλογήσαι ἡμᾶς ὁ Θεός, ὁ Θεὸς ἡμῶν.                                               |
| 7      | יְבָרְכֵ֥נוּ אֱלֹהִ֑ים וְיִֽירְא֥וּ א֝וֹת֗וֹ כׇּל־אַפְסֵי־אָֽרֶץ׃                         | Dios nos bendecirá, y todos los confines de la tierra le temerán.                                                                                   | εὐλογήσαι ἡμᾶς ὁ Θεός, καὶ φοβηθήτωσαν αὐτὸν πάντα τὰ πέρατα τῆς γῆς.                                        |

## Comentarios

### De la iglesia católica

#### A todo el salmo
El Salmo rememora las acciones poderosas de Dios a favor de su pueblo en el pasado (cf. Sal 66,5-12) y, a partir de ese recuerdo, se eleva una súplica para que Dios siga manifestando su intervención salvadora en el presente (Sal 67,2). Esta súplica se orienta a que todos los pueblos respondan con alabanza al Señor. Así, la invitación a glorificar a Dios no solo se proclama, sino que se convierte también en motivo de oración. El testimonio del actuar divino se completa, entonces, con la plegaria del salmista.
El contenido del salmo queda anticipado en el primer versículo (v. 2) y se despliega luego en forma de oración: primero se expone su propósito (vv. 3-4), seguido de las razones que fundamentan la petición (vv. 5-6). Finalmente, los versículos 7 y 8 proclaman que Dios ha respondido. Un estribillo que se repite en los versículos 4 y 6 resume el núcleo de la oración. Este anhelo de salvación universal expresado en el salmo encuentra su cumplimiento en la misión confiada por Jesucristo a los Apóstoles, a quienes envía a predicar la conversión a todas las naciones. Se concreta también en la fundación de la Iglesia, donde personas de diversos pueblos se reúnen para alabar al Señor.

#### A los versículos 3-6
La súplica del salmo no se orienta primordialmente al beneficio exclusivo de Israel, sino a una finalidad más amplia: que la intervención de Dios sea reconocida en todo el mundo y que sus planes de salvación sean acogidos universalmente. El objetivo es que todos los pueblos y la humanidad entera se integren en la alabanza dirigida a Dios, tal como lo hace Israel (cf. v. 4). La oración, por tanto, trasciende el ámbito nacional y se abre a una dimensión universal, en la que la glorificación de Dios se convierte en meta compartida por todos los pueblos.

#### A los versículos 7-8
La fecundidad de la tierra prometida se presenta como resultado de la bendición de Dios, retomando el contenido expresado en el versículo 2. Este hecho no se limita al pueblo de Israel, sino que se orienta hacia una visión universal: la bendición recibida impulsa a todos los pueblos a alabar a Dios. Este anhelo se cumple en la Iglesia, donde personas de todas las naciones se unen en la alabanza al Señor, tal como anticipa el salmo.

¡Oh bienaventurada Iglesia! En un tiempo oíste, en otro viste. Oíste en tiempo de las promesas, viste en el tiempo de su realización; oíste en el tiempo de las profecías, viste en el tiempo del Evangelio. En efecto, todo lo que ahora se cumple había sido antes profetizado. Levanta, pues, tus ojos y esparce tu mirada por todo el mundo; contempla la heredad del Señor difundida ya hasta los confines del orbe.

## Intentos de diseño
El método de interpretación ha incluido varios caminos para el salmo.

### La interpretación histórica
La interpretación histórica intenta interpretar el salmo sobre la base de un hecho histórico. Los posibles eventos propuestos para esto son:
1. El asedio de Jerusalén bajo Senaquerib en 701 a. C. En el segundo libro de los reyes ( II Reyes 19  UE ) y en el libro de Isaías ( Isa 37  UE )
2. La victoria de Judas sobre Serón en los Macabeos. Esto se informa en el primer libro de los Macabeos (1 Mac 3.13-24  EU )[15]

### La interpretación del culto
La interpretación del culto comprende el salmo en el contexto del culto festivo. Hermann Gunkel determinó este culto festivo con el festival de la cosecha (cf. versículo 7). Ganar comida solía ser el principal objeto de gratitud.

### La interpretación escatológica
Al entendimiento escatológico le gustaría interpretar todo el salmo como una profecía de los eventos del tiempo del fin.

## Usos

### Judaísmo
En la liturgia judía, el salmo forma parte del orden de las oraciones al final del sábado y las oraciones que acompañan a las bendiciones de la luna . En muchas comunidades, la oración de la mañana o de la tarde también se recita al final de la oración común .
Dado que el salmo tiene 49 palabras en hebreo y 49 letras adicionales en el versículo central, este salmo también se recita en la liturgia de contar el gomer durante 49 días desde la Pascua hasta Shavu'ot . Durante esta recitación, se recomienda dedicar mayor concentración (kavana) a una palabra del salmo y una letra del verso del medio correspondiente al orden del día respectivo del omer.
A partir de la estructura simétrica de los siete versos y algunas insinuaciones simbólicas en el texto, surgió la tradición de escribir el salmo para que las líneas del texto formen la forma de una menorá . Los cabalistas conceden especial importancia a la lectura del salmo de la obra maestra así escrita, por lo que esta representación del salmo a menudo se incluye en el sidur o se representa en objetos litúrgicos.
En algunas congregaciones, el Salmo 67 se recita antes de Maariv en Motzei Shabat . 

### Iglesia católica
San Benito de Nursia eligió este salmo como el primer salmo del oficio solemne en las alabanzas dominicales . (Regla de San Benito, capítulo XII).  En un cierto número de abadías que mantienen la tradición, este servicio dominical siempre comienza con ella. San Benito también pidió realizar este salmo durante las alabanzas de la semana (capítulo XIII).  Sin embargo, otros salmos posteriormente reemplazaron al Salmo 66 (67), con la excepción del domingo, de modo que los 150 salmos se leen semanalmente.
Es una de las cuatro oraciones de invitación del oficio diario, y se recita en las vísperas del miércoles de la segunda semana 8 y en las alabanzas del martes de la tercera semana. Para facilitar la comprensión se le asigna a cada salmo un título en rojo (rúbrica) que no forma parte del salmo.
El título del Salmo 67 es Que todos los pueblos te alaben.
Se lee o canta en varias misas a lo largo del año por su tema de la gracia universal de Dios: el viernes de la tercera semana de Adviento y en la octava del nacimiento de María . También se encuentra el vigésimo domingo del año A (el primero de los tres años del ciclo de lecturas destinadas a garantizar que "una porción más representativa de la Sagrada Escritura se le lea a la gente durante un número prescrito de años"), el 6.º domingo de Pascua del año C y el miércoles de la 4.ª semana de Pascua.

### Iglesia Anglicana
Puede recitarse como un cántico en la liturgia anglicana de la oración vespertina según el Libro de oración común como una alternativa al Nunc dimittis , cuando se lo conoce por su incipit como el Deus misereatur, también Canción de la bendición de Dios.
Una paráfrasis del himno en inglés de este salmo es "Dios de misericordia, Dios de gracia" de Henry Francis Lyte , generalmente cantado con la melodía "Heathlands" de Henry Smart.

### Iglesias luteranas
Martín Lutero parafraseó el salmo en el himno " Es woll uns Gott genädig sein ", usado particularmente en las iglesias luteranas . En libros de himnos anteriores, esto se ajustaba a la vieja melodía coral "Es wolle Gott uns gnädig sein", pero el nuevo Libro de servicio luterano también proporciona una melodía más nueva, " Elvet Banks ".

### Calvinismo
Juan Calvino , un partidario de la teología de la Reforma , describió el tema del Salmo de la siguiente manera:
Es una oración por el estado feliz de la Iglesia , no solo para que Dios lo proteja a salvo en Judea , sino también para que pueda aumentar su nueva e inusual propagación. Aquí también analiza brevemente el reino de Dios , que se erigiría en todo el mundo con la venida de Cristo .

## Música
El Salmo 67 fue puesto en música en el siglo XVI por Thomas Tallis , por Michel-Richard de Lalande en 1687 (S.16). Más recientemente por Charles Ives y Samuel Adler que se apropiaron de él.